# Expressão ectópica
Expressão ectópicaé uma expressão anormal do gene em um tipo de célula, tipo de tecido ou estágio de desenvolvimento no qual o gene geralmente não é expresso.
Pode ser causada por uma doença ou ser artificialmente induzida com vista a determinar a função do gene. Dessa forma pode ser classificado uma expressão inapropriada de um gene podendo ter importantes consequências, conforme surpreendentemente revelado com o gene FGF4 em cães